# Atrachycnemis koebelei
Atrachycnemis koebelei är en skalbaggsart som beskrevs av Sharp 1903. Atrachycnemis koebelei ingår i släktet Atrachycnemis och familjen jordlöpare. Inga underarter finns listade i Catalogue of Life.